# Српско народно вијеће Црне Горе
Српско народно вијеће Црне Горе (СНВЦГ) је самостална невладина организација, која се залаже за унапређивање положаја српског народа у Црној Гори. Заједно са сродним српским организацијама, дјелује у сарадњи са Српским националним савјетом Црне Горе. Као самостална друштвена организација, Српско народно вијеће Црне Горе је основано 2006. године. Предсједник Управног одбора СНВЦГ је Момчило Вуксановић.

## Историја
Приликом оснивања Српско народно вијеће Црне Горе је баштинило дотадашње организационе и програмске традиције Вијећа народних скупштина Црне Горе (ВНСЦГ), старије организације која је формирана у јесен 1999. године. Од свог оснивања, Вијеће народних скупштина се залагало за препород црногорског друштва кроз враћање изворним историјским вриједностима, у првом плану начелима чојства и јунаштва. Ова организација се такође залагала за уставно преуређење тадашње Савезне Републике Југославије и њено претварање у чврсту државну заједницу Црне Горе и Србије. Под окриљем ове организације обновљени су традиционални облици непосредне, односно народне демократије у виду одржавања племенских скупштина у Црној Гори. Почетком 2005. године, Вијеће народних скупштина је учествовало у стварању Покрета за европску државну заједницу Србије и Црне Горе, са циљем очувања политичког и државног заједништва. Том приликом је спроведено и посебно испитивање ставова о државном статусу Црне Горе, што је обављено путем посебног упитника којим су били обухваћени представници племенских скупштина. Према резултатима, 78% испитаних изјаснило за опстанак државне заједнице са Србијом, а 22% је било против (углавном из Цетиња, Тивта, Улциња, Плава и Рожаја). У исто вријеме, Вијеће народних скупштина је заступало став да држављанима Црне Горе који имају пребивалиште у Србији мора бити омогућено да учествују на предстојећем референдуму о државном статусу Црне Горе.
Након проглашења независности Црне Горе 2006. године, Вијеће народних скупштина Црне Горе је прошло кроз трансформацију која је захватила и неке друге политичке покрете и странке, чије је дотадашње просрпско усмерење такође прерасло у чисто српско национално усмерење. Тада долази до оснивања Српског народног вијећа Црне Горе, као посебне организације посвећене унапређивању положаја српског народа у независној Црној Гори. Непосредно након оснивања, СНВЦГ се укључило у политички живот у склопу решавања најзначајнијих државних питања, као што је било питање о доношењу новог Устава Црне Горе (2007). СНВЦГ се такође укључило у парламентарни живот у Црној Гори, ступањем у ширу политичку коалицију познату као Српска листа. Након изборног успјеха и уласка коалиције у парламент, СНВЦГ је добила једно посланичко мјесто за свог представника (Момчило Вуксановић) у посланичком клубу Српске листе.
У вријеме Устава Црне Горе (2007), СНВЦГ се заједно са осталим српским организацијама суочио са великим политичким изазовом, који је проистицао из неповољних уставних рјешења, којима је српском народу у Црној Гори ускраћено признање конститутивности, док је српском језику ускраћен дотадашњи статус званичног језика. Таквим рјешењима, режим је српском народу покушао да наметне статус мањинског народа. Питање прихватања или неприхватања разних законских права која су проистицала из мањинског статуса довело је до спорова међу српским првацима у Црној Гори, а у тим расправама, које су често доводиле до сукоба и подјела, учествовали су и представници СНВЦГ, који су заступали став да треба користити сва законска права и погодности, ради што успешнијег развоја српских националних, културних, информативних и других установа у Црној Гори.
Крајем 2008. године, након примене уставних и законских решења о представничким телима националних заједница, формиран је Српски национални савјет Црне Горе, као опште тијело које ће се старати о интересима српског народа у Црној Гори. У формирању и раду овог новог тела учествовало је неколико невладиних организација, међу којима је истакнуту улогу имало Српско народно вијеће Црне Горе.
У јесен 2008. године, Влада Црне Горе је признала једнострано проглашену независност Косова, након чега се представник СНВЦГ придружио бојкоту парламентарних сједница, заједно са осталим посланицима Српске листе. Недуго потом, дошло је до нових политичких заплета, усљед одлуке да се Српска листа уједини у јединствену политичку странку, која не би морала бити чисто српска, након чега се представник СНВЦГ вратио у парламент заједно са још неколицином дотадашњих посланика Српске листе. Петорица посланика (три из дотадашње Српске народне странке, један из Странке српских радикала и један из СНВЦГ) формирају Српски национални клуб.
Почетком 2009. године, СНВЦГ је учествовало у формирању нове предизборне коалиције под називом Српска национална листа, коју је сачињавало неколико српских националних странака и других организација, а предсједнику СНВЦГ Момчилу Вуксановићу је припало да буде носилац изборне листе на парламентарним изборима 2009. године. Коалиција није прешла изборни праг.
Уочи скупштинских избора који су у Црној Гори одржани у октобру 2012. године, СНВЦГ се укључила у стварање нове политичке коалиције под називом Српски национални савез. Овај предизборни блок су поред СНВЦГ чиниле Демократска српска странка и Странка српских радикала. Према званичним резултатима, ова коалиција је освојила 3085 гласова (0,85%), што није било довољно за улазак у парламент.
Крајем 2014. године, СНВЦГ се укључило у стварање асоцијације српских организација у Црној Гори, под називом Српска иницијатива. У стварању ове организације учествовале су и поједине српске и просрпске странке у Црној Гори, међу којима су биле: Демократска српска странка (ДСС), Народна странка (НС), Странка српских радикала (ССР) и Покрет за Пљевља (ПЗП). На оснивачком скупу, који је одржан 29. септембра 2014. године у Подгорици, склопљен је "Споразум о заједничком дјеловању у циљу обезбјеђивања услова за опстанак и напредак српског народа на простору Црне Горе", који су прихватиле све поменуте странке, а у име СНВЦГ споразум је потписао Момчило Вуксановић.